# Azimuth (Zeitschrift)
Azimuth war eine 1959 von Piero Manzoni und Enrico Castellani gegründete Kunstzeitschrift, die in nur zwei Ausgaben erschien (Nr. 1 im Jahr 1959 und Nr. 2 im Januar 1960). Die Zeitschrift, deren Umschlag und grafische Gestaltung von Cecco Re stammte, war stark von theoretischen Aspekten der Kunst geprägt und veröffentlichte Texte von Intellektuellen und Kunstkritikern wie Gillo Dorfles, Guido Ballo, Vincenzo Agnetti und Bruno Alfieri, Werke von Künstlern wie Lucio Fontana, Agostino Bonalumi, Yves Klein, Jean Tinguely, Jasper Johns und Robert Rauschenberg sowie Gedichte von Edoardo Sanguineti, Nanni Balestrini, Elio Pagliarani, Leo Paolazzi und anderen.
Im selben Jahr erschien Heft 2 der Zeitschrift, in dem die Texte Continuità e nuovo von Enrico Castellani, Libera dimensione von Piero Manzoni, Una nuova concezione di pittura von Udo Kultermann und L’oscurità e la luce von Otto Piene in italienischer, englischer und französischer Sprache veröffentlicht wurden.

## Galerie Azimut
Im Dezember 1959 eröffneten Manzoni und Castellani unter Bezugnahme auf die Zeitschrift, aber zur Unterscheidung des Namens durch das Fehlen des abschließenden H, die Galerie Azimut in Mailand, in der die folgenden Ausstellungen stattfanden:
- „Le linee di Piero Manzoni“, 4.–24. Dezember 1959
- Gemeinschaftsausstellung von Giovanni Anceschi, Davide Boriani, Enrico Castellani, Gianni Colombo, Gabriele Devecchi, Dadamaino, Piero Manzoni, Enzo Mari, Manfredo Massironi, Alberto Zilocchi, 22. Dezember 1959 bis 3. Januar 1960
- „La nuova concezione artistica“, 4. Januar – 1. Februar 1960
- „Enrico Castellani“, 5.–22. Februar 1960
- „Massironi, Moldow, Oehm, Uecker“, 23. Februar – 10. März 1960
- „Heinz Mack“, 11.–28. März 1960
- „Almir Mavignier“, 5.–15. April 1960
- „Motus“, 15. April – 2. Mai 1960
- „Corpi d’aria di Piero Manzoni“, 3.–9. Mai 1960
- „Alberti, Sordini, Verga“, 11.–24. Mai 1960
- Gemeinschaftsausstellung von Alberto Biasi, Kilian Breier, Agostino Bonalumi, Enrico Castellani, Giacomo Ganci, Edoardo Landi, Heinz Mack, Edoarda Emilia Maino (Dadamaino), Piero Manzoni, Manfredo Massironi, Almir Mavignier, Ira Moldow, Agostino Pisani, Marco Santini, bis 25. Mai 1960
- Gemeinschaftsausstellung von Alberto Biasi, Kilian Breier, Enrico Castellani, Edoardo Landi, Heinz Mack, Edoarda Emilia Maino (Dadamaino), Piero Manzoni, Manfredo Massironi, Almir Mavignier, Motus, Agostino Pisani, Marco Santini, 24. Juni – 18. Juli 1960
- „Piero Manzoni. Consumazione dell’arte, dinamica del pubblico, divorare l’arte“, 21. Juli 1960

## Redaktionsmitarbeiter
- Piero Manzoni
- Enrico Castellani